# Happy Family Plan
Happy Family Plan (しあわせ家族計画, Shiawase Kazoku Keikaku) est un jeu télévisé japonais produit par la société Tokyo Broadcasting System (TBS).